# Mokri Do
Mokri Do (cyr. Мокри До) – wieś w Czarnogórze, w gminie Nikšić. W 2011 roku liczyła Do mieszkańców.